# Salah al-Din al-Sabbagh
Ṣalāḥ al-Dīn al-Sabbāgh, in arabo صلاح الدين ﺍﻟﺴﺒﺎﻍ‎? (Mosul, 1889 – Baghdad, 16 ottobre 1945), è stato un militare iracheno.
Fu un ufficiale dell'Esercito iracheno di sentimenti nazionalistici che guidò il cosiddetto "Quadrato d'oro" che si contrappose al governo in carica a partire dal 1939 e che condizionò la politica irachena fino al 1941, anno della guerra anglo-irachena..

## Biografia
Nato a Mosul da padre libanese e da madre irachena, fu educato nella sua città natale e più tardi entrò nell'Accademia Militare Ottomana a Istanbul, dove conseguì il brevetto da ufficiale nel 1915. 
Sabbagh servì in Palestina e nella Macedonia durante la prima guerra mondiale, dove fu preso prigioniero. Raggiunse appena possibile l'Emiro Faysal b. al-Husayn, che più tardi divenne il primo re dell'Iraq.
Tornò in Iraq solo nel 1921 ed entrò nel neo-costituito Esercito iracheno. Seguì corsi di aggiornamento e d'istruzione in Belgio e nel Regno Unito e nel 1924 divenne istruttore nell'Accademia Militare di Baghdad, diventando più tardi il suo comandante. La competenza di al-Sabbāgh fu riconosciuta con la promozione a sotto-Capo di Stato Maggiore dell'Esercito Iracheno nel 1940.
Aveva forti sentimenti nazionalistici e ciò lo indusse a diventare il rappresentante di maggior rilievo del "Quadrato d'oro". dal 1939 al 1941, radunando intorno a sé un gruppo di ufficiali che condividevano i suoi stessi ideali per quanto riguardava il ruolo dell'Iraq nello scacchiere vicino-orientale e la mancata indipendenza sostanziale della patria, ancora asservita in vario modo all'ex-Potenza mandataria. 
Nutriva anche una decisa simpatia per il Gran Mufti di Gerusalemme, Mohammad Amin al-Husayni, e insieme lavorarono, con il forte sostegno di Rashīd ʿAlī al-Kaylānī per ottenere l'aiuto dell'Asse al fine di liberarsi definitivamente dalle pervasive ingerenze britanniche. sostenne quindi Rashīd ʿAlī, che nel 1941 portò a segno un colpo di Stato anti-britannico, primo passo di quella che sarebbe stata la guerra dell'aprile-maggio di quell'anno contro le forze di Sua Maestà britannica. Subito dopo la sconfitta irachena, al-Sabbāgh si rifugiò in Iran e poi in Turchia, dalla quale fu tuttavia estradato per essere messo a morte in Iraq nel 1945.
Al-Sabbāgh ha scritto un'autobiografia intitolata "Fursān al-ʿUrūba fī l-ʿIrāq" ("I cavalieri dell'Arabismo in Iraq"), che fu pubblicata a Baghdad solo nel 1956, in cui fornisce un dettagliato resoconto delle sue battaglie, ideali e pratiche, in favore del nazionalismo iracheno e del panarabismo.